# Murphysboro
La ville de Murphysboro est le siège du comté de Jackson, dans l’État d’Illinois, aux États-Unis. Sa population était de 7 970 selon le recensement de 2010. Le maire de Murphysboro est Will Stephens. Son gouvernement est composé d'un maire et de dix conseillers municipaux. 

## Histoire
Fondée en septembre 1843, Murphysboro est le second siège du comté de Jackson. Sa fondation est liée à l'incendie ayant ravagé le palais de justice de Brownsville, autrefois siège du comté. L'incendie s'est révélé une motivation pour déplacer le siège du comté dans une zone plus centrale. Le nom de la nouvelle ville a été décidé quand le nom de William C. Murphy a été tiré au hasard parmi les noms des trois délégués ayant choisi l'emplacement de la nouvelle ville. Le terrain a été donné par le Dr. John Logan et sa femme Elizabeth Logan. 
Le fils de ces derniers, le Major Général John A. Logan, devint plus tard général durant la guerre de Sécession. Le général Logan est également renommé pour sa carrière politique, servant comme sénateur de l'Illinois de 1871 à 1877 et de 1880 à 1886, ainsi que comme candidat à la vice-présidence des Etats-Unis en 1884. Il était considéré comme un potentiel futur président au moment de sa mort. 
L'économie de Murphysboro a longtemps reposé sur l'industrie du charbon, avant de se tourner vers la production industrielle et les transports. 